# Fédération internationale des piétons
 (juin 2022).
La Fédération internationale des piétons (IFP) est une fédération faîtière des organisations nationales de piétons, promouvant et défendant la marche comme forme de mobilité durable à travers le monde,. L'IFP a été fondée en 1963 et a reçu l'accréditation des Nations unies en 1971.